# 小山田駅
小山田駅（おやまだえき）は、岩手県花巻市幸田にある、東日本旅客鉄道（JR東日本）釜石線の駅である。

## 歴史

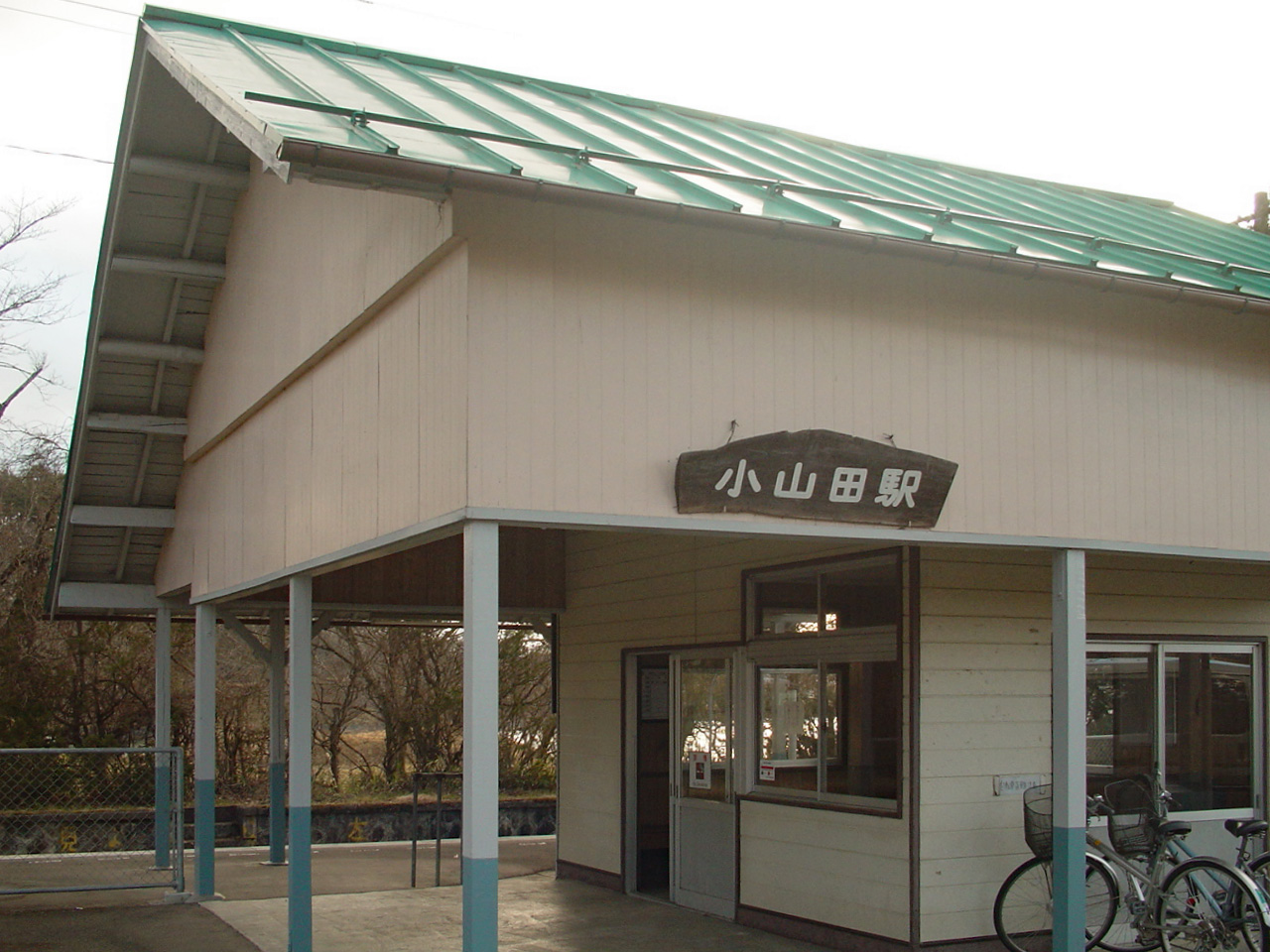
改築前の駅舎（2007年2月）

花巻と釜石を鉄道連絡することを目指して建設された岩手軽便鉄道により、その最初の開業区間の一部として1913年（大正2年）10月25日に開業した。当初は762ミリメートル特殊狭軌の軽便鉄道であった。1936年（昭和11年）8月1日に国有化されて国鉄の駅となり、その後は国鉄標準の1,067ミリメートル軌間への改軌工事が進められた。1943年（昭和18年）9月20日から1,067ミリメートル軌間での運行が開始されている。

### 年表
- 1913年（大正2年）10月25日：岩手軽便鉄道の幸田停留場（こうだていりゅうじょう）として開業[2][3]。
- 1915年（大正4年）11月23日：小山田駅に改称[5]。
- 1936年（昭和11年）8月1日：岩手軽便鉄道の国有化により国鉄釜石線の駅となる[2][3]。
- 1943年（昭和18年）9月20日：1,067ミリメートル軌間への改軌工事完成[4]。
- 1944年（昭和19年）10月11日：国鉄釜石東線の開業に伴い、所属の路線名が釜石西線に変更となる[4]。
- 1950年（昭和25年）10月10日：国鉄釜石線の全通により、再び釜石線の駅となる[4]。
- 1961年（昭和36年）10月1日：貨物の取り扱いを廃止[3]。
- 1972年（昭和47年）11月1日：荷物の扱いを廃止[6]。無人化[7]。
- 1987年（昭和62年）4月1日：国鉄分割民営化によりJR東日本の駅となる[4]。
- 2017年（平成29年）
  - 4月1日：花巻駅の業務委託化に伴い、北上駅長管理下となる。
  - 12月上旬：駅舎改築工事に着手[8]。
- 2018年（平成30年）2月15日：駅舎改築[9]。
- 2024年（令和6年）10月1日：えきねっとQチケのサービスを開始[1][10]。

## 駅構造
単式ホーム1面1線を有する地上駅で、北上駅管理の無人駅である。かつては相対式ホーム2面2線を有し、列車交換が可能であった。平成初期までは使用されなくなったホーム側に線路が残っており、保守用車両が留置されることがあった。現在線路は撤去されている。
2018年（平成30年）2月15日に駅舎が改築され、便所が撤去された。

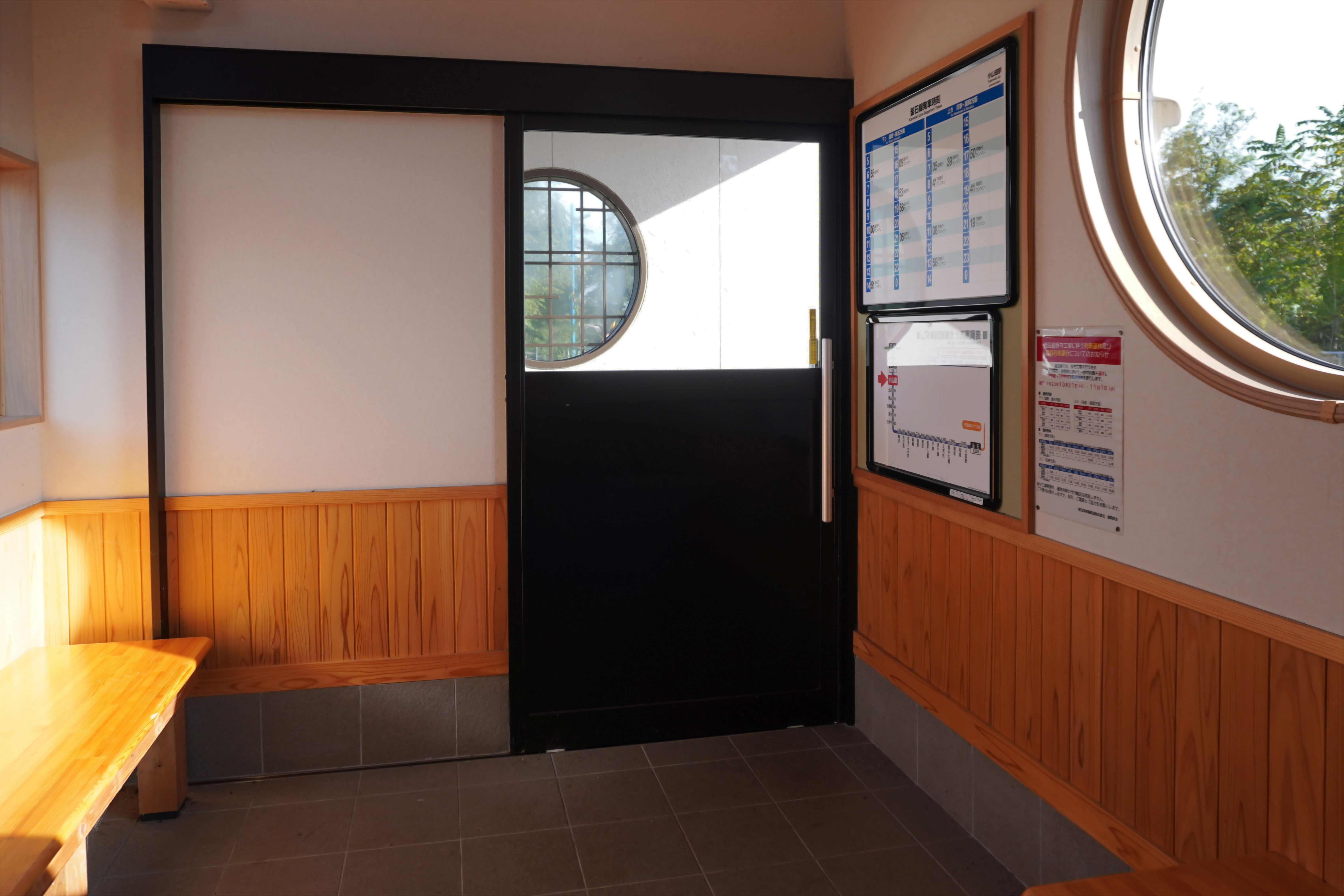
待合室（2023年10月）
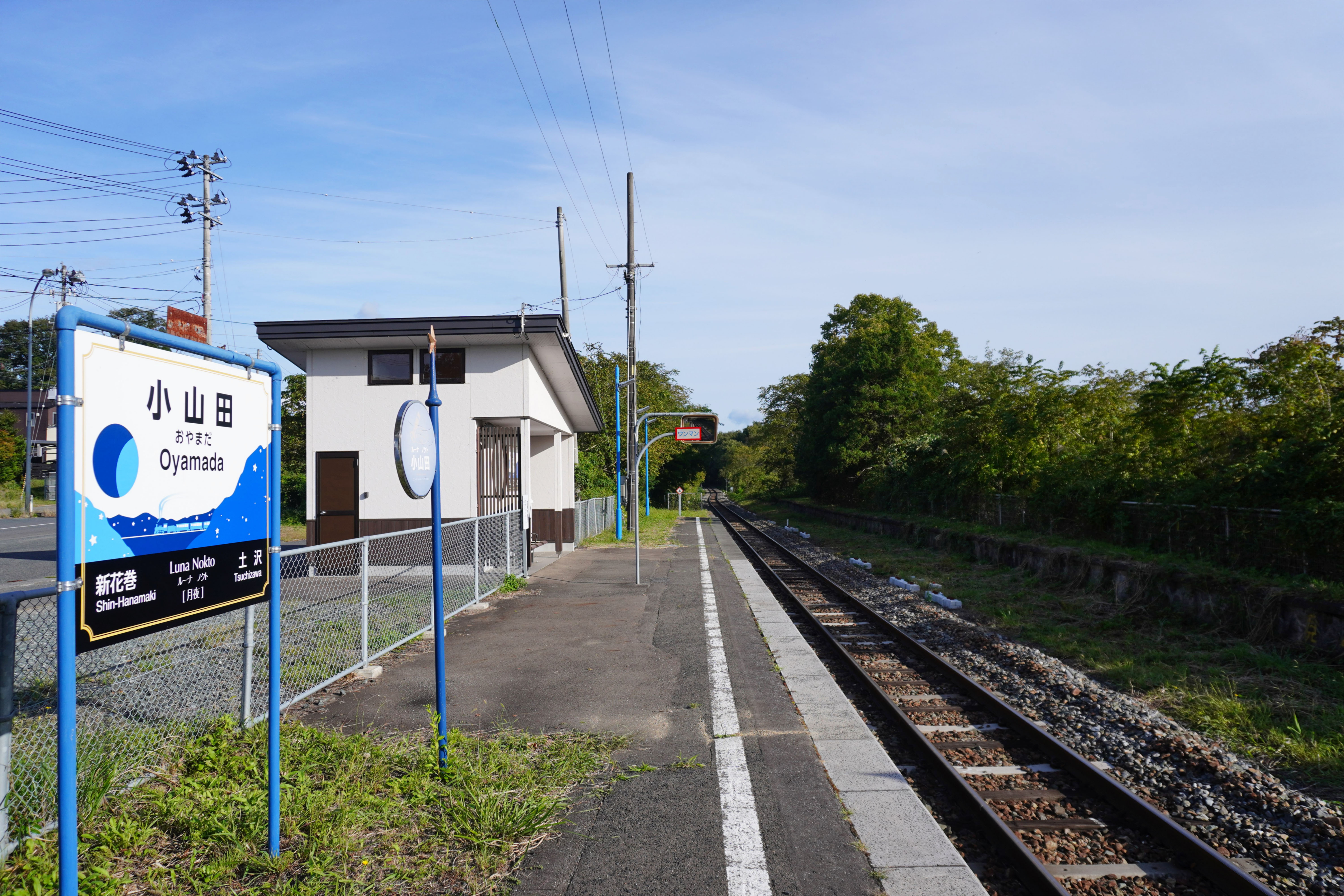
ホーム（2023年10月）

## 駅周辺
- 岩手県道286号東和花巻温泉線
- 三郎堤

## その他
エスペラントによる、「Luna Nokto（ルーナ・ノクト：月夜）」という愛称が付けられている。

## 隣の駅
東日本旅客鉄道（JR東日本）
■釜石線
□快速「はまゆり」
通過
■普通
*矢沢駅 - 新花巻駅 - 小山田駅 - 土沢駅
*打消線は廃駅（矢沢駅廃止と同時に新花巻駅が開業）